# Vertunnio De Angelis
Vertunnio De Angelis, né à Rome le 3 décembre 1911, mort vers 1965, est un réalisateur italien qui s'est aussi investi dans le doublage. Il a utilisé le pseudonyme Dean Vert.

## Biographie
De Angelis commence une carrière en droit. Il travaille comme stagiaire et assistant monteur dans l'industrie cinématographique au milieu des années 1930. Il suit la formation du Centro Sperimentale di Cinematografia et produit des documentaires, assumant également le rôle d'assistant réalisateur sur des longs métrages. En 1964, il réalise deux films d'aventure et travaille ensuite comme directeur de doublage.

## Filmographie partielle
- 1964 : L'uomo mascherato contro i pirati
- 1964 : Il ribelle del Castelmonte